# Eupithecia albibisecta
Eupithecia albibisecta är en fjärilsart som beskrevs av W. Warren 1906. Eupithecia albibisecta ingår i släktet Eupithecia och familjen mätare. Inga underarter finns listade i Catalogue of Life.